# Фея (город)
Фе́я (греч. Φέα, Φεαί, Φειά, Φειαί) — гавань, город и порт полиса Писа в Элиде на берегу реки Иарданос в районе современной деревни Айос-Андреас близ Катаколона в общине Пиргос в периферии Западной Греции. Упоминается Гомером в «Илиаде». Фукидид в «Истории» пишет, что в ходе Пелопоннесской войны в V веке до н. э. был занят афинянами и служил им базой для операций в Элиде. Страбон описывает Фею в своей «Географии». Город был уничтожен при мощном землетрясении в 551 году в результате провала земли. При этом землетрясении также пострадали Патры и храм Зевса в Олимпии. На месте акрополя в период франкократии был построен замок, известный в период османского владычества как Понтикокастро (Ποντικόκαστρο). Раскопки начаты в 1911 году. В 1973 году на дне моря обнаружены осколки керамики, детали колонн и обломки скульптур элладской цивилизации и Византии.